# Napa (együttes)
A Napa egy madeirai portugál indie rock zenekar, amely 2013-ban alakult. Ők képviselték Portugáliát a 2025-ös Eurovíziós Dalfesztiválon, Bázelben a Deslocado című dalukkal.

## Történet
A Napa együttes 2013-ban alakult Madeira szigetén, eredetileg Men On The Couch néven. Az együttes tagjai az Arctic Monkeys, a Red Hot Chili Peppers és a The Beatles hatását említik inspirációként. A kezdetben angol nyelvű dalokat írtak, amelyeket az egyik tag nagymamájának pincéjében rögzítettek.
2019-ben megjelent első albumuk, a Senso comum, amelyet a sintrai BlackSheep Studiosban vettek fel. A projekt egy közösségi finanszírozási kampány révén valósult meg, amelynek során kiadói támogatás nélkül mintegy 3500 eurót gyűjtöttek össze.
2023-ban kiadták második albumukat, a Logo se vê-t, és ekkor változtatták meg nevüket Napára. 2024-ben az együttes megtartotta az első országos turnéját, amelyet később egy koncertfilm, az O Mundo Continua a Girar örökített meg. A filmet a lisszaboni Maria Matos Színházban, két telt házas előadás során rögzítették.
2024. november 5-én az RTP bejelentette, hogy az együttes által szerzett dal bekerült a Festival da Canção portugál eurovíziós nemzeti döntő mezőnyébe. Később vált hivatalossá, hogy a dal előadója is maga az együttes lesz. Deslocado című versenydalukkal 2025. március 1-jén továbbjutottak a dalválasztó műsor második elődöntőjéből az egy héttel később rendezett döntőbe. Itt a nemzeti zsűri, valamint a nézők szavazatai által összesítésben az első helyet érték el, és megnyerte a versenyt, így ők képviselhették Portugáliát az Eurovíziós Dalfesztiválon. A verseny május 13-án rendezett első elődöntőjéből kilencedik helyezettként jutottak tovább a döntőbe, ahol végül a huszonegyedik helyen végeztek.

## Tagok
Jelenlegiek
- Diogo Góis
- Francisco Sousa
- João Guilherme Gomes
- João Lourenço Gomes
- João Rodrigues

Korábbiak
- Tiago Rodrigues

## Diszkográfia

### Albumok
- 2019 – Senso comum
- 2023 – Logo se vê

### Kislemezek
- 2019 – Se eu morresse amanhã
- 2023 – Assim, sem fim (Silly-vel közösen)
- 2023 – Luz do túnel
- 2025 – Deslocado